# Phare de Buffalo (entrée sud)
Le phare d'entrée sud de Buffalo (en anglais : Buffalo Harbor South Entrance Light), est un phare inactif situé au sud du port de Buffalo sur le Lac Érié, dans le Comté d'Érié (État de New York).
Il est inscrit au Registre national des lieux historiques depuis le 16 novembre 2007 .

## Histoire
Il a été créé en 1903 et désactivé en 1993. Il a été remplacé par une balise moderne située à proximité. Celle-ci émet un flash rouge de 0.3 secondes par période de 2.5 secondes. Sa portée est de 4 milles nautiques.
La propriété du phare est constituée d'une tour en fonte surmonté d’une lanterne, d'un signal de brouillard en béton d'un étage et une jetée en béton en forme de L.

## Description
L'ancien phare  est une tour cylindrique en fonte avec une galerie et une lanterne de 9 m de haut, montée sur une plateforme en béton.
Identifiant : ARLHS : USA-091 ; USCG : 7-2905 .

### Lien connexe
- Liste des phares de l'État de New York